# Okskaja (stanice metra v Moskvě)
Okskaja (rusky Окская) je stanice moskevského metra na Někrasovské lince, která byla zprovozněna dne 27. března 2020 v rámci úseku Kosino - Lefortovo. Stanice je pojmenována po přilehlé ulici. 790 metrů jihovýchodně od stanice Okskaja se nachází stanice Rjazanskij prospekt Tagansko-Krasnopresněnské linky. Je to nejkratší vzdálenost mezi dvěma stanicemi mimo centrum Moskvy, které si nejsou vzájemně přestupní. Mezi stanicemi neexistuje ani oficiální průchod, při přestupu z jedné stanice na druhou je vyžadována platba.

## Charakter stanice
Stanice Okskaja se nachází ve čtvrti Rjazanskij rajon (Рязанский район) v blízkosti křížení Rjazanského prospektu (Рязанский проспект) a Okské ulice (Окская улица). Stanice disponuje jedním podzemním vestibulem se třemi vstupními pavilony z obou stran Rjazaňského prospektu a od Okské ulice. 
Jelikož trať metra je vybudována v dvoukolejném tunelu, stanice Okskaja má dvě boková nástupiště. Jelikož se název ulice i stanice odkazuje na řeku Oku, design stanice se odkazuje na vodu. V interiéru stanice a interiéru a exteriérů vestibulů převažuje modrá, šedá a černá barva. Strop je obložen tmavě modrými hliníkovými panely, pod ním jsou umístěny LED svítíce prstence o průměru cca 5 metrů. Třpytivé kruhy na modrém pozadí stropu jsou navrženy tak, aby vytvořily iluzi kruhů na vodě v tekoucí řece. Podlaha je pokryta světle šedou žulou, stěny stanice, vestibulu a průchodů jsou obloženy keramickými obklady stejné barvy. Sloupy mezi kolejemi mají společnou vodorovnou základnu a jsou světle šedé barvy, nad nimi jsou vodorovné svítivé linie.